# Памятник Ленину (Нарьян-Мар)
Па́мятник В. И. Ле́нину расположен на одноимённой площади Нарьян-Мара, Ненецкий автономный округ. Памятник выполнен из бронзы. Является вторым памятником В. И. Ленину на территории города. Авторы памятника: скульптор Пётр Петрович Яцыно и архитектор Георгий Ипполитович Луцкий. Постамент выполнен из гранита, и установлен мастером из Ленинграда С. Т. Устиновым. Памятник торжественно открыт 19 апреля 1970 года. Представляет собой скульптурное изображение В. И. Ленина в полный рост, высотой 3 м. Высота гранитного постамента — 3,24 м. Памятник обращён лицом к зданию администрации Нарьян-Мара (бывшее здание Ненецкого окружкома КПСС), построенному пятью годами позже. 

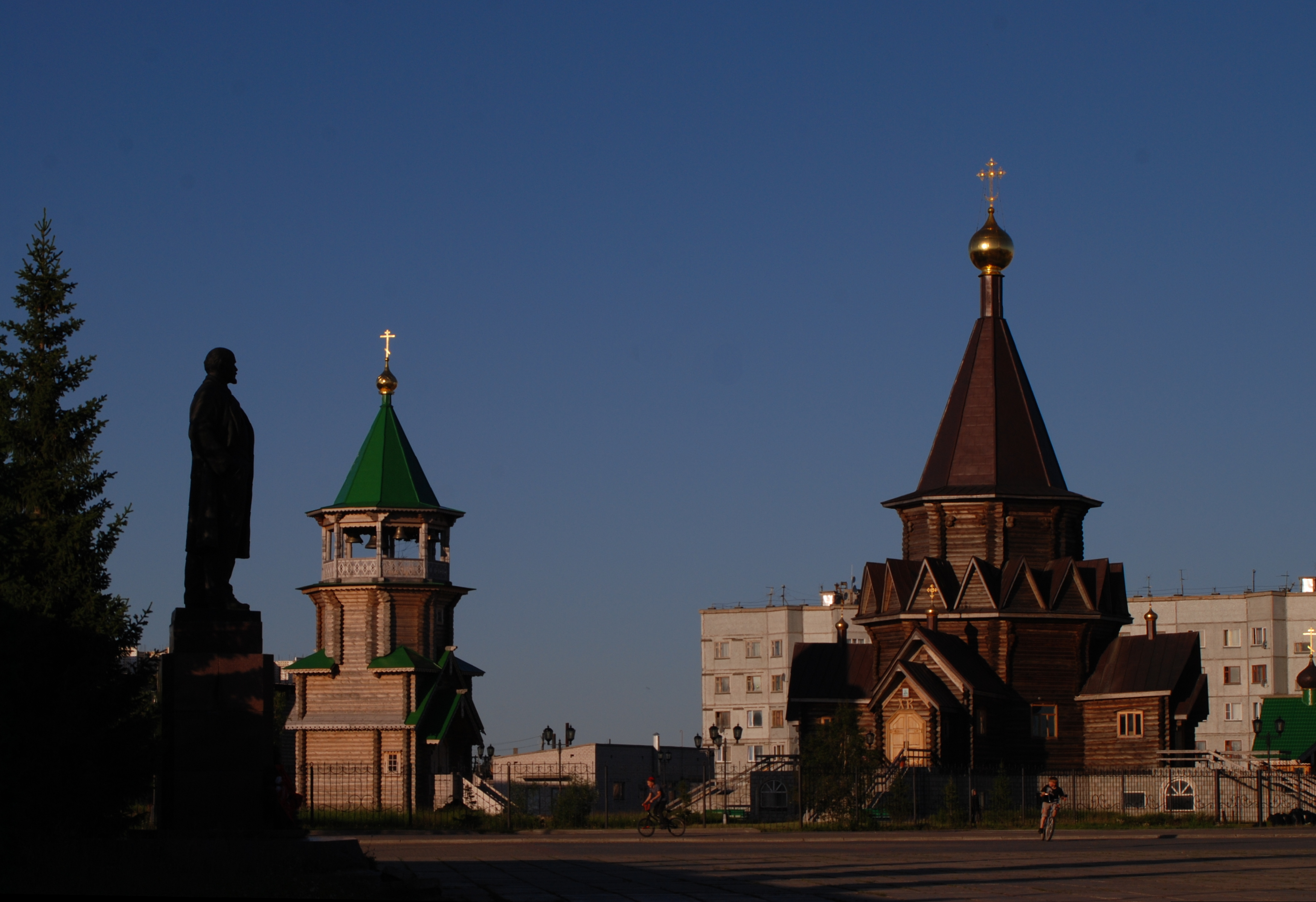
Памятник на площади Ленина

## Первый памятник Ленину
Первый памятник В. И. Ленину в Нарьян-Маре был открыт в городском сквере на Красной площади Нарьян-Мара 7 ноября 1949 года. Открытие памятника также было приурочено к двадцатилетию Ненецкого национального округа. Памятник был выполнен из гипса. В течение 5 дней строители выкопали котлован, заложили фундамент, зацементировав 50 тонн камня, и установили постамент. Техническое руководство осуществлял техник Варавин. Рука Ленина, устремлённая вперёд, показывала на запад. Высота памятника составляла 5 м. После установки бронзового памятника, гипсовый был демонтирован в середине 1970-х годов. В 1980 году в сквере был установлен Памятник Нарьян-Марским портовикам.